# 切斯奈克
切斯奈克，是匈牙利维斯普雷姆州所辖的一个村，总面积24.20平方公里，总人口523，人口密度21.6人/平方公里（2010年1月1日）。